# (433) Eros
Amor-asteroiden (433) Eros er navngivet efter den græske kærlighedsgud Eros. (Oprindeligt midlertidigt navn: 1898 DQ). Den er den næststørste nærjords-asteroide med sin størrelse på omkring 13 x 13 x 33 km.
D.12 februar 2001 landede rumsonden NEAR Shoemaker på Eros.